# Saluen
Il Saluen (in inglese: Salween; in tibetano: རྒྱལ་མོ་རྔུལཆུ།, Wylie: rGyl mo rNGul chu o Gyalmo Ngulchu; in cinese: 怒江S, NùjiāngP, in birmano: သံလွင်မြစ်, birmano traslitterato: Thanlwin; in shan: ၼမ်ႉၶူင်း, shan traslitterato: Nam Kong; in thai: สาละวิน, RTGS: Salawin; in mon: သာန်လာန်, mon traslitterato: San Lon) è un fiume asiatico che nasce nel Tibet centro orientale e sfocia nel golfo di Martaban, che fa parte del mare delle Andamane, nella Birmania meridionale. Con i suoi 2.815 km di lunghezza, poco meno del Danubio, è il fiume più lungo dell'Indocina dopo il Mekong.

## Corso

### Tibet
Il Saluen nasce nel Tibet centro-orientale, dove prende il nome Gyalmo Ngulchu, dalla catena dei monti Tanggula, in una zona relativamente vicina alla sorgente del Mekong. Inizialmente scorre per un breve tratto verso ovest, poi compie una larga curva e continua verso est, attraverso la regione storica tibetana del Kham. In tutto il tratto tibetano ed in quello dello Yunnan, il fiume non è navigabile e scorre impetuoso tra profonde gole. Lentamente piega verso sud-est e si avvicina ai corsi del Mekong e del fiume Azzurro. I tre fiumi si avvicinano ulteriormente quando curvano verso sud entrando nella provincia cinese dello Yunnan.

### Yunnan
Appena il Saluen entra in Yunnan, dove prende il nome cinese Nù Jiāng, letteralmente 'fiume arrabbiato', le sue profonde gole, quelle del Mekong e quelle del fiume Azzurro formano la cosiddetta "area protetta dei tre fiumi paralleli", un grande parco che si estende su una superficie di 1.698.400 ettari. Tale parco, che ospita 80 rare specie animali a rischio di estinzione ed oltre 7.000 specie vegetali diverse, è stato definito dall'UNESCO la più ricca area al mondo di biodiversità ed è stato inserito nel 2003 nella lista dei patrimoni dell'umanità.
Le gole sono profonde fino a 3.000 metri e sono racchiuse fra picchi alti oltre 6.000 metri, punteggiati da ghiacciai. Per questa caratteristica, il corso del Saluen viene chiamato in questa zona Gran Canyon. Il fiume prosegue verso sud e si stacca dai corsi degli altri due fiumi con una brusca curva verso ovest che lo proietta all'interno del territorio birmano attraverso le catene dell'altopiano Shan.

### Birmania
Il fiume prende il nome birmano Thanlwin e quello shan Nam Kong. Appena entrato nel paese, piega nuovamente verso sud, con un lungo corso tortuoso che attraversa gole alte tra i 900 ed 1200 metri nell'altopiano Shan. Si snoda poi lungo la catena dei monti Daen Lao, propaggine meridionale dei monti Shan. Prosegue verso sudovest passando tra la catena dei monti Karen a ovest e quella dei monti Dawna a est, attraversando quindi il piccolo Stato birmano Kayah. Dal punto in cui torna a scorrere verso sud, il fiume demarca per un tratto di 120 km il confine tra lo Stato birmano Kayin e la Thailandia, dove viene chiamato Salawin. Anche questa zona è nota per le sue bellezze naturali, ricca di caverne, cascate, rapide e rocce di forme suggestive. La parte thailandese del bacino idrografico ospita un importante parco nazionale.

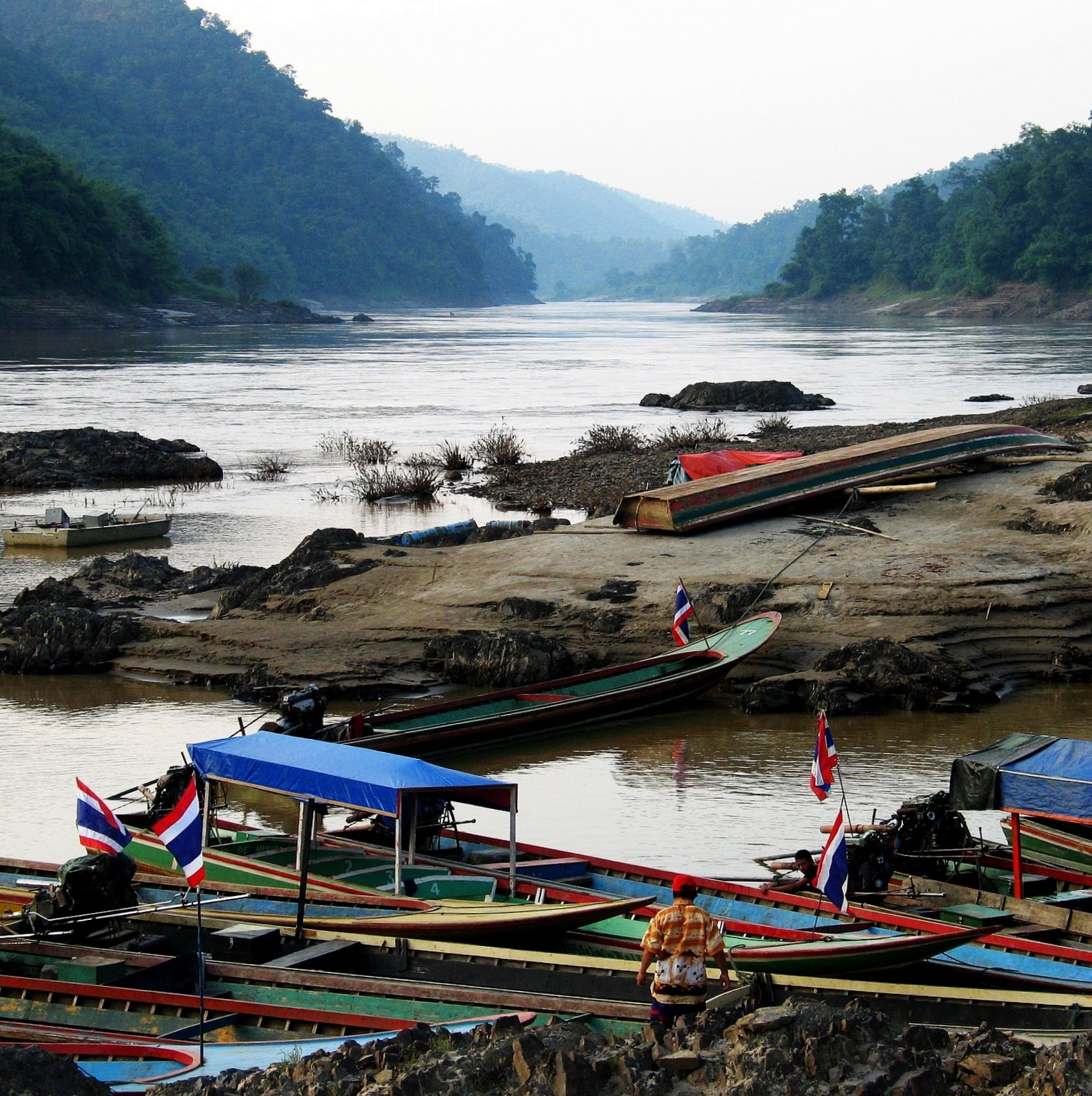
Il fiume lungo il confine thai

Il fiume esce dalle sue profonde gole a 200 km dal mare ed entra definitivamente in Birmania quando riceve da sinistra le acque del fiume Moei, che proviene da sud e a sua volta fa da confine con la Thailandia. A circa 90 km dal mare il Saluen diventa profondo abbastanza da consentire la navigazione a grandi imbarcazioni. Passa tra le pianure attraversando le zone più popolate del suo corso ed entra nello stato Mon, i cui abitanti chiamano il fiume San Lon. Sfocia in mare con una biforcazione che riceve le acque degli affluenti Gyaing e Atarantra e che separa la città di Mottama dalla capitale mon di Mawlamyine, nel golfo di Martaban. Il Saluen era il punto terminale di una strada e di una ferrovia che partiva dall'ex capitale Yangon.

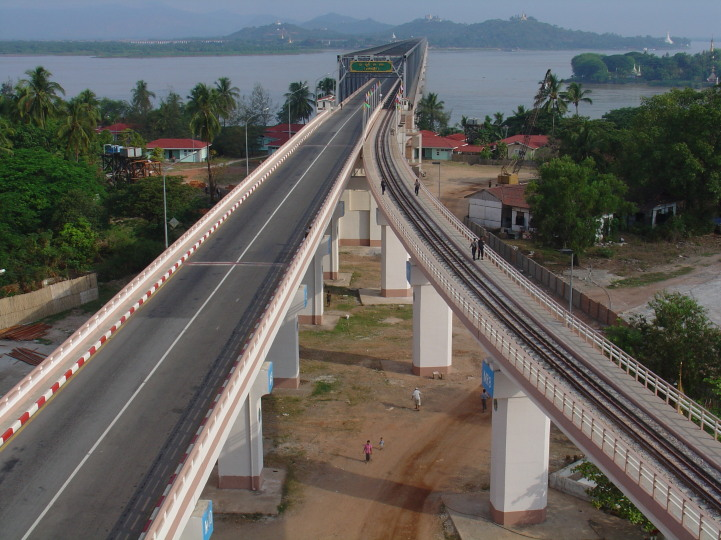
Il ponte alla foce del Thanlwin

Dal 2005, il ponte Thanlwin ferroviario e stradale attraversa la foce del fiume e collega la parte continentale del paese con il sud. Misura 7.640 metri ed è il più lungo della Birmania.

## Bacino idrografico
Il bacino idrografico del Saluen e dei suoi affluenti copre una superficie di 320.000 km², le cui coordinate sono comprese tra i 16°15' e i 33°15' di latitudine nord, e tra i 91° 00' e i 100° 00' di longitudine est. Tale area è suddivisa tra la Cina, che ne occupa il 53%, la Birmania, il 42%, e la Thailandia, che occupa il 5%. Tra gli affluenti birmani, i più importanti sono il Pang, il Teng, il Pawn, il Hka, il Hsim ed il Moei.

## Geologia
La lunga gola che caratterizza il corso del fiume, segue la linea di convergenza tra la crosta del subcontinente indiano e quella dell'Asia continentale. La collisione tra i due blocchi, avvenuta circa 50 milioni di anni fa, ha generato molte aree geografiche correlate alla formazione del Saluen, come l'altopiano del Tibet e le catene dell'Himalaya, dei Nyenchen Tanglha e delle montagne della Birmania nordorientale. La placca indiana spinse verso nord la precedente costa asiatica di circa 2.000 km provocando l'innalzamento dell'altopiano tibetano in un periodo compreso tra i 10 e i 15 milioni di anni fa. L'orogenesi creatasi nell'impatto tra le placche ha generato deformazioni sul lato orientale che hanno assunto una forma ad arco coincidente con l'alto corso del Saluen. In questa regione, il fiume ha progressivamente eroso il terreno formato soprattutto da rocce sedimentarie marine, che si trovavano in origine sui fondali dell'oceano Indiano.

## Dighe
I tentativi di costruire grandi dighe sul fiume sono stati bersaglio di critiche e proteste. Il 1º aprile 2004 il premier cinese bloccò un progetto per la costruzione di 13 dighe sul Saluen nello Yunnan, che avrebbero dovuto fornire energia idroelettrica nel paese. Una di esse dovrebbe essere più grande dell'imponente diga delle Tre gole, la cui costruzione fu molto discussa. Il governo birmano e quello thailandese ne hanno progettate due a scopi di irrigazione, il progetto per la diga di Hagty fu bloccato nell'agosto 2006 a causa di un'offensiva del governo birmano in quella zona contro i ribelli karen.